# IS-4
L'IS-4 est un char lourd soviétique conçu à la fin des années 1940, pour remplacer le char lourd IS-2 ainsi que l'IS-3 tout juste construit. Jugé trop lourd pour l'infrastructure routière et ferroviaire soviétique, il fut relégué dans les unités de second rang dans l'Extrême-Orient russe.

## Historique

### Développement
En 1944, alors que l'IS-3 était en cours de développement, une équipe de conception, menée par N.L. Doukhov, l'ingénieur en chef M.F Balzhi et l'ingénieur principal L.S. Troyanov, a commencé à travailler sur l'Objet 701, une version plus élaborée du char lourd IS-2. Différentes alternatives furent envisagées et trois concepts furent présentés au directorat des blindés de l'Armée rouge. Les concepts comprenaient l'Objet 701-2 armé du canon naval S-34 de 100 mm, l'Objet 701-5 possédant plusieurs configurations d'épaisseurs et de formes au niveau de son blindage et l'Objet 701-6 armé du canon D-25T de 122 mm, ce dernier étant monté sur l'IS-2 depuis le début de l'année 1944 et prévu pour IS-3. 
Le concept de l'Objet 701-6 fut retenu et son développement poursuivi, le châssis fut rallongé, le blindage épaissi et la puissance du moteur augmentée. Le système de refroidissement du moteur fut également revu en reprenant le concept de radiateurs montés en dessous de ventilateurs radiaux utilisé sur le char allemand Panther.
L'Objet 701-6 modifié fut retenu et sa production en série fut ordonnée le 9 avril 1947 sous l'appellation d'IS-4.
L'IS-4 s'avéra trop lourd (59 t), trop bruyant et son coût de production s'avéra être trois fois supérieur à celui de l'IS-3 pour des performances marginalement supérieures à ce dernier. 
En 1949, deux IS-4 participent à des essais de mobilité sur un parcours de 1 000 km organisés par le ministère de la Défense de l'Union soviétique. Les deux chars rencontrent de nombreux problèmes techniques au niveau des réducteurs, de la boîte de vitesses en plus de la destruction des plaquettes de frein, d'un galet de roulement et du roulement à billes d'un des rouleaux porteurs.
Le 18 février 1949, après que deux cents exemplaires ont été fabriqués, le Conseil des ministres de l'URSS ordonne, par la résolution n° 701-270, l'arrêt de la production en grande série de l'IS-4. Il s'ensuit un programme de fiabilisation des IS-4 au standard IS-4M qui s'achèvera en décembre 1951.

### Engagements
Le 9 avril 1952, à la suite de la guerre de Corée, tous les IS-4 et IS-4M furent transférés dans les réserves stratégiques du commandement suprême (RGVK) établies dans la région militaire d'Extrême-Orient.
Au plus fort de la guerre, les IS-4 furent déployés au kraï du Primorié pour tenir la frontière Union Soviétique-Corée du Nord.
Lors de la rupture sino-soviétique, une partie des IS-4 fut redéployée en Transbaïkalie.

### Exemplaires préservés
Il existerait encore plusieurs centaines d'exemplaires stockés en Extrême-Orient à ce jour. Plusieurs sont exposés dans des musées où en monument dans certaines villes. Certaines tourelles ont été démontées pour en faire des défenses terrestres. 

## Caractéristiques techniques

### Armement
L'IS-4 reprend le canon D-25T utilisé précédemment sur l'IS-3. Le D-25T (T pour Tankova) possède un calibre de 122 mm et est équipé d'une culasse à coin horizontal. Trente obus sont logés dans un râtelier à l'arrière droite de la tourelle. Les douilles contenant les charges propulsives sont regroupées par cinq et placées à l'intérieur des déports de caisse, au-dessus des chenilles.

### Conduite de tir et moyens d'observation
Le pointage du canon s'effectue à l'aide du système EPB-1 qui permet notamment à la tourelle d'effectuer une rotation complète en 36 secondes.
Le tireur possède :
- Un viseur télescopique monoculaire TSh-17 avec un grossissement de × 4.

Le chef de char possède :
- IS-4 : un périscope rotatif monoculaire MK-4S, sans grossissement.
- IS-4M : un périscope rotatif binoculaire TPK-1 avec un grossissement de × 2,5.

### Blindage
La caisse de l'IS-4 possède des tôles en acier à blindage d'une dureté supérieure à celles utilisées sur l'IS-3, la qualité des cordons de soudures est également revue à la hausse.
Le glacis et l'avant de la tourelle de l'IS-4 sont en mesure de résister à des obus perforants Pzgr.39/43 de 88 mm à bout portant (vitesse d'impact de 1 000 m/s) sur un arc frontal de 60°.
Le glacis, incliné, affichant une épaisseur de 140 mm est en mesure de stopper des obus perforants PzGr. 43 de 128 mm tirés par le chasseur de chars Jagdtiger.

### Mobilité
L'IS-4 possède un moteur V12, diesel, suralimenté par compresseur. Portant l'appellation de V-12, il développe une puissance de 750 ch à 2100 tr/min.
L'IS-4M a reçu un nouveau moteur V-12M dont le développement est issu des travaux sur le moteur V-12-5 utilisé par le char lourd T-10.

## Versions et variantes
- IS-4 : modèle produit en grande série entre octobre 1947 et février 1949.
- IS-4M : version fiabilisée de l'IS-4 issue d'un programme de modernisation des chars IS-4 entreprit en 1951.
- Objet 717 : concept de canon d'artillerie automoteur armé d'un canon d'artillerie M31 de 152 mm et basé sur le châssis de l'IS-4.
- Objet 717 : concept de char-pont basé sur le châssis de l'IS-4.

## Culture populaire/ jeux vidéo
Il ne doit pas être confondu avec l'autre IS-4, l'Objet 245, qui est un concept de version améliorée de l'IS-2 proposé en  1944.
L'IS-4 est notamment présent dans le jeu World of Tanks comme l'un des 7 chars lourds soviétiques de rang X.
L'IS-4M est également présenté dans le jeu War Thunder comme char lourd de rang V.